# Stanley Runabout
Stanley Runabout – parowy samochód osobowy produkowany przez amerykańskie przedsiębiorstwo motoryzacyjne Stanley od roku 1898.
Zamontowany w pojeździe Stanley Runabout dwucylindrowy silnik parowy obustronnego działania składał się z zaledwie 25 ruchomych części i połączony był łańcuchem z tylną osią. Silnik tego samochodu zasilany był parą z pionowego kotła o średnicy 35 cm i wadze 41 kg, który umieszczony był pod siedzeniem i mógł wytrzymać ciężar 907 kg dzięki stalowemu drutowi, którym był owinięty. Jako paliwo stosowano dowolny materiał przeznaczony do spalenia. Silnik potrzebował jednak prawie 40 minut, aby wyprodukować odpowiednią ilość pary wymaganą do napędu łańcucha, a jeden zbiornik wody wystarczał zaledwie na 32 km jazdy.
Pomimo wielu niedogodności związanych z użytkowaniem tego pojazdu, w 1898 roku bracia Stanley sprzedali ponad 200 egzemplarzy swojego parowego samochodu.

## Dane techniczne Stanley Runabout

### Silnik
- dwucylindrowy silnik parowy[1]
- Układ zasilania: b.d.
- Średnica cylindra × skok tłoka: b.d.
- Stopień sprężania: b.d.
- Moc maksymalna: 3,5 KM (2,57 kW)[1]
- Maksymalny moment obrotowy: b.d.

### Osiągi
- Przyspieszenie 0–80 km/h: b.d.
- Przyspieszenie 0–100 km/h: b.d.
- Prędkość maksymalna: 44 km/h[1]